# Guillaume Latendresse
Guillaume Latendresse (* 24. Mai 1987 in Sainte-Catherine, Québec) ist ein ehemaliger kanadischer Eishockeyspieler, der im Verlauf seiner aktiven Karriere zwischen 2003 und 2013 unter anderem 356 Spiele für die Canadiens de Montréal, Minnesota Wild und Ottawa Senators in der National Hockey League (NHL) auf der Position des rechten Flügelstürmers bestritten hat. Seinen größten Karriereerfolg feierte Latendresse jedoch im Trikot der kanadischen U20-Nationalmannschaft mit dem Gewinn der Goldmedaille bei der U20-Junioren-Weltmeisterschaft 2006. Sein älterer Bruder Olivier war ebenfalls professioneller Eishockeyspieler. 

## Karriere

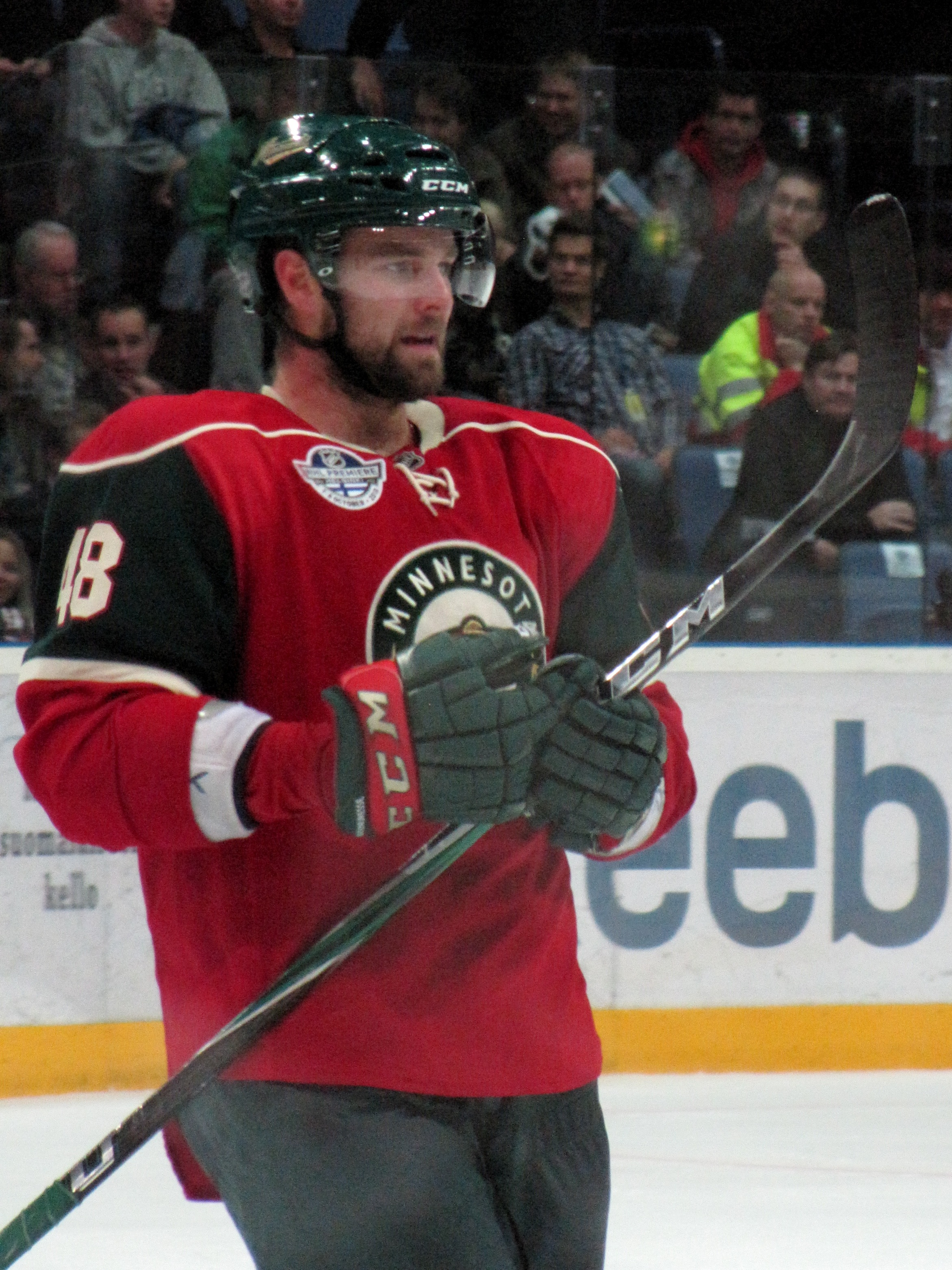
Latendresse im Trikot der Minnesota Wild

Latendresse begann seine Karriere als Eishockeyspieler bei den Voltigeurs de Drummondville, für die er von 2003 bis 2006 in der Ligue de hockey junior majeur du Québec (LHJMQ) aktiv war. In dieser Zeit wurde er im NHL Entry Draft 2005 in der zweiten Runde als insgesamt 45. Spieler von den Canadiens de Montréal aus der National Hockey League (NHL) ausgewählt. Für die Canadiens gab der Flügelstürmer in der Saison 2006/07 sein Debüt in der NHL und spielte bis in die Spielzeit 2008/09 regelmäßig für diese. Im November 2009 wurde er im Tausch für Benoît Pouliot zu den Minnesota Wild transferiert. Bei den Wild erspielte er sich sofort einen Stammplatz und schoss bis zum Saisonende 2009/10 in 55 Spielen 25 Tore, gab zwölf Torvorlagen und sammelte insgesamt 37 Punkte.
Anfang Juli 2012 unterzeichnete Latendresse als Free Agent einen Einjahresvertrag bei den Ottawa Senators. Nachdem er am Trainingscamp der Phoenix Coyotes teilgenommen hatte, dort jedoch kein Vertrag unterschreiben konnte, wechselte er Anfang Oktober 2013 zu den ZSC Lions, unterschrieb dort einen Vertrag bis zum Ende der Saison 2013/14, der aber bereits zum Jahresende 2013 aufgelöst wurde. Infolge der Vielzahl an Verletzungen innerhalb seiner Laufbahn und der im Oktober 2013 erlittenen Gehirnerschütterung, die zu seiner Vertragsauflösung in Zürich führte, entschied sich Latendresse seine aktive Karriere zu beenden.

### International
Für Kanada nahm Latendresse an der U18-Junioren-Weltmeisterschaft 2005 in Tschechien sowie der U20-Junioren-Weltmeisterschaft 2006 in der kanadischen Provinz British Columbia teil. Nachdem er bei der U18-Weltmeisterschaft die Silbermedaille gewonnen hatte, feierte er ein Jahr später bei der U20-Weltmeisterschaft den Gewinn des Weltmeistertitels. Darüber hinaus absolvierte der Stürmer mit der Auswahlmannschaft der Provinz Québec die World U-17 Hockey Challenge 2004, bei der die Mannschaft Dritter wurde.

## Erfolge und Auszeichnungen
- 2004 LHJMQ All-Rookie Team
- 2005 Teilnahme am CHL Top Prospects Game

### International
- 2004 Bronzemedaille bei der World U-17 Hockey Challenge
- 2005 Silbermedaille bei der U18-Junioren-Weltmeisterschaft
- 2006 Goldmedaille bei der U20-Junioren-Weltmeisterschaft

## Karrierestatistik

### International
Vertrat Kanada bei:
- World U-17 Hockey Challenge 2004
- U18-Junioren-Weltmeisterschaft 2005
- U20-Junioren-Weltmeisterschaft 2006

(Legende zur Spielerstatistik: Sp oder GP = absolvierte Spiele; T oder G = erzielte Tore; V oder A = erzielte Assists; Pkt oder Pts = erzielte Scorerpunkte; SM oder PIM = erhaltene Strafminuten; +/− = Plus/Minus-Bilanz; PP = erzielte Überzahltore; SH = erzielte Unterzahltore; GW = erzielte Siegtore; 1 Play-downs/Relegation; Kursiv: Statistik nicht vollständig)